# Marc Lits
 (juin 2024).
La mise en forme du texte ne suit pas les recommandations de Wikipédia : il faut le « wikifier ».
Les points d'amélioration suivants sont les cas les plus fréquents :
- Les titres sont pré-formatés par le logiciel. Ils ne sont ni en capitales, ni en gras.
- Le texte ne doit pas être écrit en capitales (les noms de famille non plus), ni en gras, ni en italique, ni en « petit »…
- Le gras n'est utilisé que pour surligner le titre de l'article dans l'introduction, une seule fois.
- L'italique est rarement utilisé : mots en langue étrangère, titres d'œuvres, noms de bateaux, etc.
- Les citations ne sont pas en italique mais en corps de texte normal. Elles sont entourées par des guillemets français : « et ».
- Les listes à puces sont à éviter, des paragraphes rédigés étant largement préférés. Les tableaux sont à réserver à la présentation de données structurées (résultats, etc.).
- Les appels de note de bas de page (petits chiffres en exposant, introduits par l'outil «  Source ») sont à placer entre la fin de phrase et le point final[comme ça].
- Les liens internes (vers d'autres articles de Wikipédia) sont à choisir avec parcimonie. Créez des liens vers des articles approfondissant le sujet. Les termes génériques sans rapport avec le sujet sont à éviter, ainsi que les répétitions de liens vers un même terme.
- Les liens externes sont à placer uniquement dans une section « Liens externes », à la fin de l'article. Ces liens sont à choisir avec parcimonie suivant les règles définies. Si un lien sert de source à l'article, son insertion dans le texte est à faire par les notes de bas de page.
- La présentation des références doit suivre les conventions bibliographiques. Il est recommandé d'utiliser les modèles {{Ouvrage}}, {{Chapitre}}, {{Article}}, {{Lien web}} et/ou {{Bibliographie}}. Le mode d'édition visuel peut mettre en forme automatiquement les références.
- Insérer une infobox (cadre d'informations à droite) n'est pas obligatoire pour parachever la mise en page.

Pour une aide détaillée, merci de consulter Aide:Wikification.
Si vous pensez que ces points ont été résolus, vous pouvez retirer ce bandeau et améliorer la mise en forme d'un autre article.
 (juin 2024).
Marc Lits, né le 27 février 1953 à Etterbeek, est professeur de communication à l'Université catholique de Louvain en Belgique et directeur de l'Observatoire du récit médiatique.
Il achève un doctorat en philologie et lettre à l'Université catholique de Louvain en 1988 sur le roman policier en classe de français.

## Activités
- Doyen de la Faculté des sciences économiques, sociales, politiques et de communication (SSH/ESPO)
- Directeur de la revue Recherches en communication
- Directeur de la revue Médiatiques
- Directeur de la revue Belphégore
- Membre du comité de rédaction en chef de la revue Hermès
- Secrétaire académique et président du baccalauréat en sciences économiques sociales et politiques de l'UCL
- Président de la commission doctorale information et communication de l'Académie de Louvain
- Secrétaire de l'École doctorale information et communication de la Communauté française de Belgique
- Membre du comité de pilotage de l'Institut supérieure de la communication du CNRS

## Domaines de recherche
- Analyse des médias
- Presse et information
- Culture de masse

## Enseignement
- Analyse des médias
- Narratologie, récit et société
- Analyse des productions culturelles et médiatiques
- Littérature et société

## Publications
- 2011, LITS M, Le roman policier dans tous ses états. D’Arsène Lupin à Navarro, Limoges, Presses Universitaires de Limoges, coll. “Médiatextes”, 194 p.
- 2010, Grevisse M, Deschuytener D, Lechat C et Lits M(dir.), Exercices de grammaire française, Bruxelles, De Boeck Duculot, 2010, 254 p.
- 2009, LITS M (coordonné par), Populaire et populisme, Paris, CNRS Editions, coll. “Les Essentiels d’Hermès”, 2009, 82 p
- 2009, Grevisse M. et Lits M, Le petit Grevisse. Grammaire française, Bruxelles, De Boeck Duculot, 2009, 384 p.
- 2008, LITS M, Du récit au récit médiatique, De Boeck
- 2007, LITS M, Le vrai-faux journal de la RTBF, Les réalités de l'information, Bruxelles, Couleur livres
- 2006, LITS M, L'affaire Dutroux : la création d'un monstre médiatique, Actes du colloque international "Le fait divers dans tous ses états, Lyon 2 et 3, mars 2006, 1-11.
- 2006, LITS M, ANTOINE F, SEPULCHRE S, DESTERBECQ J, La spectacularisation des personnalités politiques dans les programmes de télévision de la Communauté française. Rapport de recherche pour le CSA et le Parlement de la communauté française., 2 vol., 211 p.
- 2006, LITS M, Politique-spectacle et télévision : en Communauté française aussi ?, Régulation. Bulletin d'information du Conseil supérieur de l'Audiovisuel, avril - hors série, 1-52.
- 2005, LITS M, Le petit Grevisse. Grammaire française, Bruxelles, De Boeck, 1 vol., 304 p.
- 2005, LITS M, DURAND P, Peuple, populaire, populisme. Dossier, Hermès, 42, 5-186.
- 2004, LITS M, Du 11 septembre à la riposte. Les débuts d'une nouvelle guerre médiatique, Bruxelles, De Boeck, INA, 1 vol., 154 p., Médias Recherches - Etudes.
- 2004, LITS M, Emil M. Cioran, Tzvetan Todorov, In: Encyclopedia of Modern French Thought, New York, Routledge, Londres, Fitzroy Deaborn Publishers.
- 2004, LITS M, BAETENS J, La novellisation/Novelization. Du film au livre. From film to novel, Leuven, Leuven University Press, 1 vol., 248 p., Symbolae-Series D Literaria.
- 2003, LITS M, La polémique médiatique comme lieu de confrontation politique contemporain, Recherches en communication, 20, 173-188.
- 2003, LITS M, Disparition du débat politique dans les médias, Réseaux, 97-98-99, 47-56.
- 2002, LITS M, Le 11 septembre vu par les télévisions belges, Actes du 1er forum international "Les temps des médias", Paris, INA, 101-106.
- 1999, LITS M, Cinquante années de recherche en communication, Recherches en communication, 11, 9-19.
- 1999, LITS M, DUBIED A, Le fait divers, Paris, PUF, 128 p., Que sais-je?.
- 1996, LITS M, Récit, médias et société, Academia-Bruylant
- 1993, LITS M, La peur, la mort et les médias, Éditions Vie Ouvrière